# Verzasca (kommun)
Verzasca är en kommun i distriktet Locarno i kantonen Ticino i Schweiz. Kommunen har 786 invånare (2023). Huvudort är Vogorno.
Kommunen skapades den 18 oktober 2020 genom sammanslagningen av de tidigare kommunerna Brione (Verzasca), Corippo, Cugnasco-Gerra (Gerra Valle), Frasco, Lavertezzo (Lavertezzo Valle), Sonogno och Vogorno.